# Hippopus hippopus
Hippopus hippopus é uma espécie de bivalve da família Tridacnidae.
Pode ser encontrada nos seguintes países: Samoa Americana, Austrália, Fiji, Guam, possivelmente Índia, Indonésia, Japão, Kiribati, Malásia, Ilhas Marshall, Micronésia, Myanmar, Nova Caledónia, Marianas Setentrionais, Palau, Papua-Nova Guiné, as Filipinas, Samoa, Singapura, as Ilhas Salomão, Taiwan, Tonga, Tuvalu, Vanuatu e possivelmente em Tailândia.

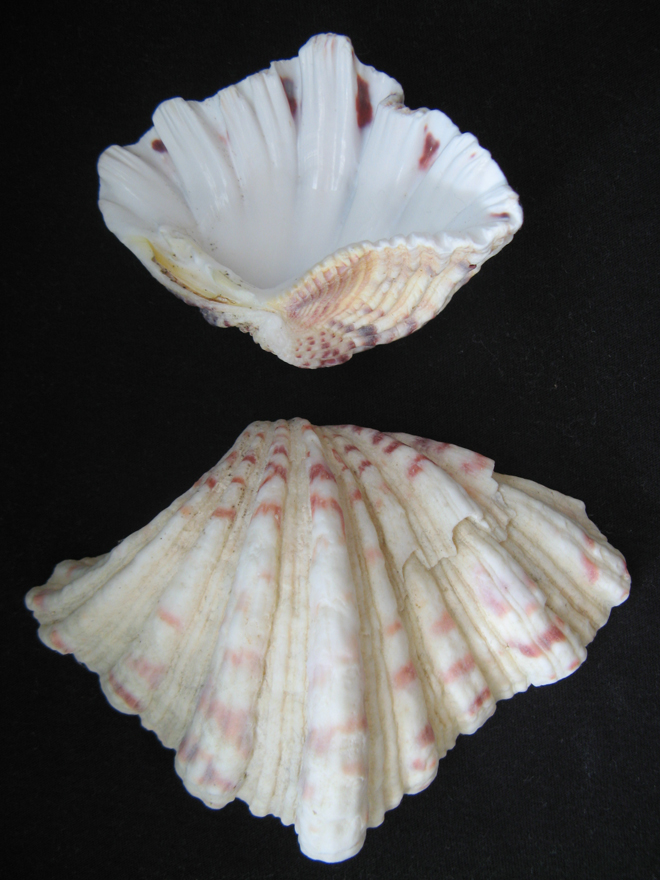
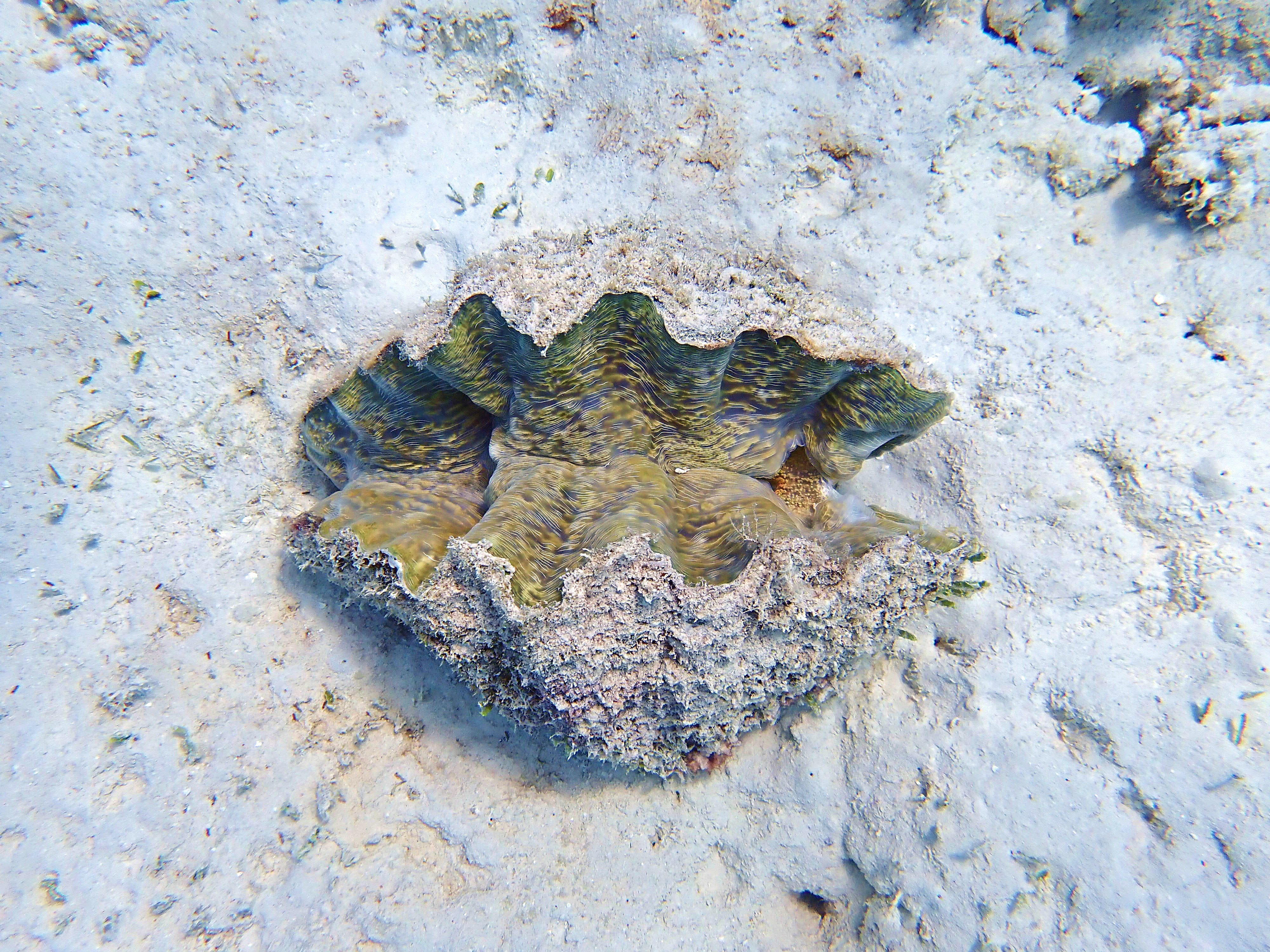